# ملكة جمال العالم 1973
ملكة جمال العالم 1973 هي النسخة الثالثة والعشرون من مسابقة في تاريخ مسابقة ملكة جمال العالم منذ انطلاقتها عام 1951، عقدت المسابقة في 23 نوفمبر 1973 في قاعة ألبرت الملكية في لندن ، المملكة المتحدة. تنافست 54 متسابقة على التاج الذي فازت به في نهاية الحدث مارجوري والاس من الولايات المتحدة. وقد توجتها بليندا غرين من أستراليا. فاز والاس بجائزة مالية قدرها 7200 دولار أمريكي للنتيجة الأولى.

## النتائج

### المراكز النهائية
| النتائج النهائية      | المتنافسة |
| --------------------- | --- |

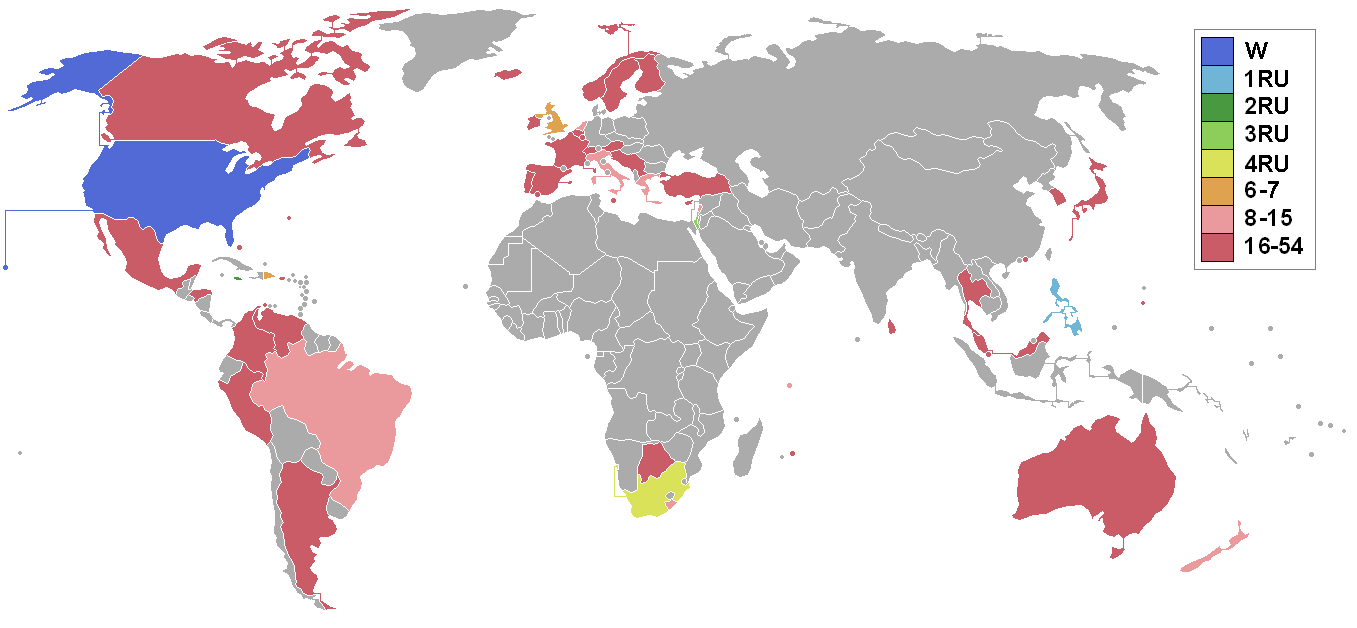
البلدان والأقاليم التي أرسلت المندوبين والنتائج لملكة جمال العالم 1973

| ملكة جمال العالم 1973 | - الولايات المتحدة - مارجوري والاس (استقالة من منصبه) |
| الوصيفة الأولى        | - الفلبين - إيفانجلين باسكوال |
| الوصيفة الثانية       | - جامايكا - باتسي يوين |
| الوصيفة الثالثة       | - إسرائيل - شاجا كتسير |
| الوصيفة الرابعة       | - جنوب أفريقيا - شيلي لاثام |
| الوصيفة الخامسة       | - جمهورية الدومينيكان - كلاريزا دوارتي غاريدو |
| الوصيفة السادسة       | - المملكة المتحدة - فيرونيكا آن كروس |
| أفضل 15               | - جنوب أفريقيا - إلين بيترز - البرازيل - فلورنس جاموجي ألفارينجا - اليونان - كاترينا باباديمتريو - هولندا - آنا ماريا خروت - إيطاليا - مارفا بارتولوتشي - لبنان - سيلفا اوهنيسيان - نيوزيلندا - باميلا كينغ - سيشل - جون غوتييه |

## المتسابقات
- الأرجنتين - بياتريس كاليخون †
- أروبا - إدوينا دياز
- أستراليا - فرجينيا راديناس
- النمسا - روسويثا كوبالد
- البهاما - ديبورا لويز إيزاك
- بلجيكا - كريستين ديفيش
- برمودا - جودي جوي ريتشاردز
- بوتسوانا - بريسيلا موليفي
- البرازيل - فلورنس جامبوجي ألفارينجا
- كندا - ديبورا آن دوشارم
- كولومبيا - إلسا ماريا سبرينغستوبي راميريز
- قبرص - ديميترا هيراكليدو
- جمهورية الدومينيكان - كلاريزا دوارتي جاريدو
- فنلندا - سيجا ماكينين
- فرنسا - إيزابيل نادية كروماكر
- جبل طارق - جوزفين رودريغيز
- اليونان - كاترينا باباديمتريو
- غوام - شيرلي آن برينان
- هولندا - آنا ماريا غروت
- هندوراس - بليندا حنظل
- هونغ كونغ - جودي يونغ تشو ديك
- أيسلندا - نينا بريوفجورد
- أيرلندا - إيفون كوستيلو
- إسرائيل - شاجا كاتسير
- إيطاليا - مارفا بارتولوتشي
- جامايكا - باتسي يوين
- اليابان - كيكو ماتسوناجا
- كوريا - ان سو يونغ
- لبنان - سيلفا اوهانسيان
- لوكسمبورغ - جيزيل أنيتا نيكول عزيري
- ماليزيا - ناريما محمد يوسف
- مالطا - كارمن فاروجيا
- موريشيوس - ديزي أومبراسين
- المكسيك - روكسانا فيلاريس مورينو
- نيوزيلندا - باميلا كينغ
- النرويج - وينش ستين
- بيرو - ماري نونيز
- الفلبين - إيفانجلين باسكوال
- البرتغال - ماريا هيلين بيريرا مارتينز
- بورتوريكو - ميلاغروس غارسيا
- سيشل - جون جوثير
- سنغافورة - ديبرا جوزفين دي سوزا
- جنوب أفريقيا - شيلي لاثام
- إفريقيا الجنوبية - إلين بيترز
- إسبانيا - ماريونا راسل
- سريلانكا - شيرانثي ويكرمسينغ
- السويد - ميرسي نيلسون
- سويسرا - ماجدة ليبوري
- تايلند - بورنبيت ساكورنوجيارا
- تركيا - بيهان كيرال
- المملكة المتحدة - فيرونيكا آن كروس
- الولايات المتحدة - مارجوري والاس
- فنزويلا - إيديكتا دي لوس أنجلوس غارسيا أوبورتو
- يوغوسلافيا - أتينا جولوبوفا

## الروابط الخارجية
- موقع ملكة جمال العالم الرسمي